# Jimmy Walker (golf)
Pour les articles homonymes, voir Jimmy Walker et Walker.
Jimmy Walker est un golfeur américain né le 16 janvier 1979 à Oklahoma City.

## Biographie
Walker est un habitué du PGA Tour depuis la saison 2001. Lors de la saison 2014, il y décroche 3 victoires alors qu'il ne s'était jamais imposé auparavant. Grâce à ces bons résultats, il est sélectionné pour participer pour la première fois à la Ryder Cup 2014 sur le parcours de Gleneagles (Écosse) avec l'équipe américaine. L'année suivante il remporte deux tournois, le Sony Open d'Hawaï et le Valero Texas Open. En fin de saison, il remporte avec l'équipe américaine la Presidents Cup.
En 2016, il remporte son premier tournoi majeur lors du Championnat de la PGA avec un coup d'avance sur le numéro 1 mondial et tenant du titre, l'australien Jason Day.

### Victoires sur le PGA Tour (6)
| Legende            |
| Tournoi Majeur (1) |
| Autre tournois (5) |

| No. | Date            | Tournoi               | Score           | Au par | Avance  | deuxième(s)                |
| --- | --------------- | --------------------- | --------------- | ------ | ------- | -------------------------- |
| 1   | 13 octobre 2013 | Frys.com Open         | 70-69-62-66=267 | −17    | 2 coups | Vijay Singh                |
| 2   | 12 janvier 2014 | Sony Open d'Hawaï     | 66-67-67-63=263 | −17    | 1 coup  | Chris Kirk                 |
| 3   | 9 février 2014  | AT&T Pro-Am           | 66-69-67-74=276 | −11    | 1 coup  | Dustin Johnson, Jim Renner |
| 4   | 18 janvier 2015 | Sony Open d'Hawaï (2) | 66-66-62-63=257 | −23    | 9 coups | Scott Piercy               |
| 5   | 29 mars 2015    | Valero Texas Open     | 71-67-69-70=277 | −11    | 4 coups | Jordan Spieth              |
| 6   | 31 juillet 2016 | PGA Championship      | 65-66-68-67=266 | −14    | 1 coup  | Jason Day                  |